# Lotnisko Międzyrzec Podlaski
Lotnisko w Międzyrzecu Podlaskim – prywatne lotnisko istniejące do II wojny światowej i należące do hr. Potockiego.
30 maja 1939 roku miała miejsce tutaj katastrofa lotnicza, w której zginęli hr. Stanisław Kostka Karol Zamoyski i poseł na Sejm hr. Jan Michał Tyszkiewicz zawadzając skrzydłem samolotu o parkowe drzewa.
Nie należy tego lotniska mylić z lotniskiem Krzewica, które znajdowało się około 10 km na północny zachód od Międzyrzeca w okolicy wsi Krzewica.